# Incendio Cedar
L'incendio Cedar (in inglese: Cedar Fire) è stato un incendio boschivo, sviluppatosi nella contea di San Diego, in California, tra l'ottobre e il dicembre 2003. È considerato uno dei più distruttivi nella storia dello Stato e dell'intera nazione. Causato da un fuoco di segnalazione, acceso nella foresta nazionale di Cleveland, l'incendio è divampato velocemente grazie ai venti di Santa Ana, distruggendo un totale di 2 820 edifici e coinvolgendo un'area di 1 106 km².
L'incendio ha causato complessivamente 15 vittime, di cui un vigile del fuoco, e 113 feriti.

## Progressione dell'incendio

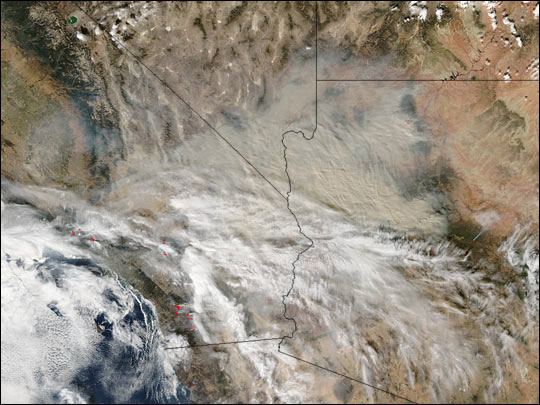
Il fumo degli incendi si trascinò verso l'Arizona e il Nevada, dopo che i venti cambiarono il 29 ottobre

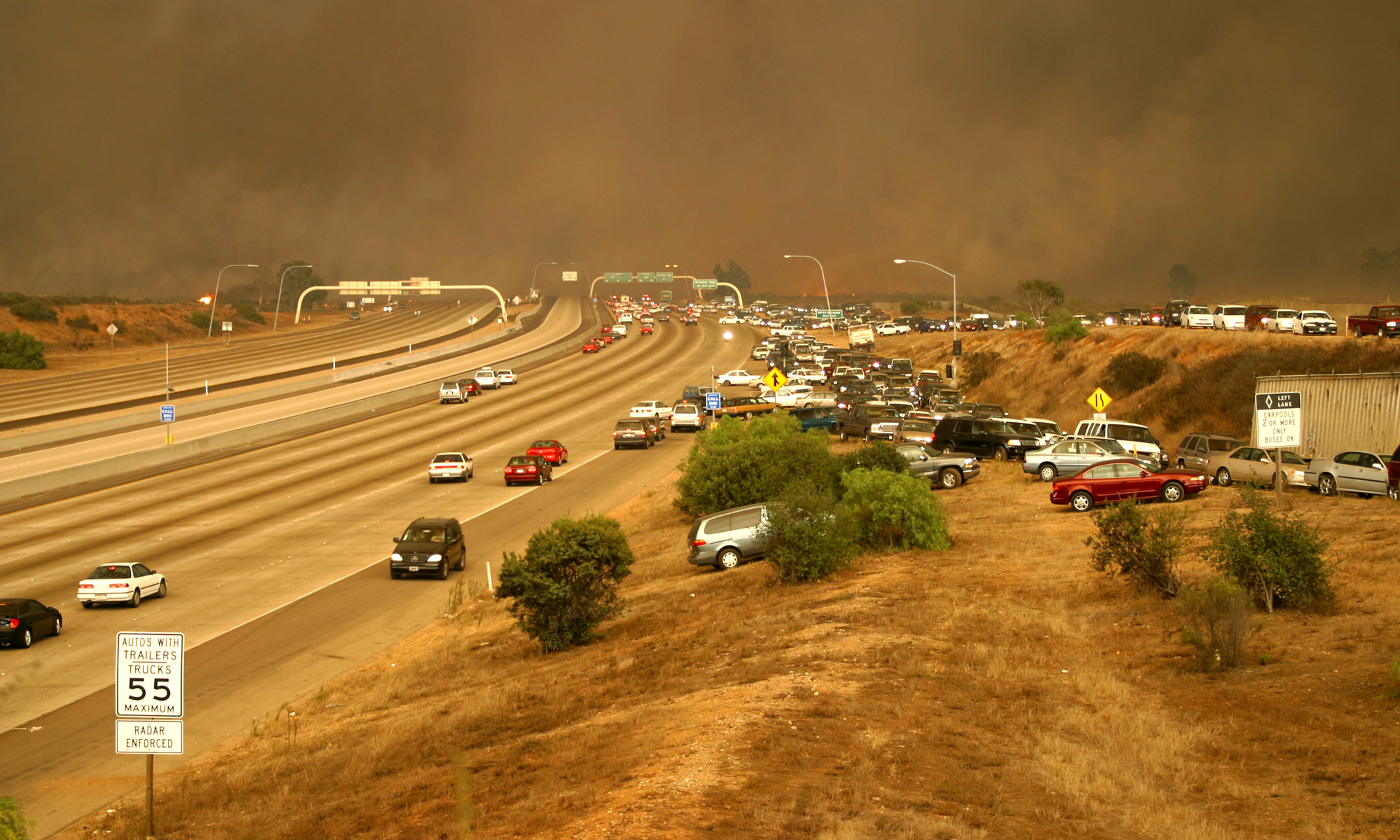
Gli automobilisti scappano sulla massicciata per fuggire dall'Interstate 15, nel momento in cui l'Incendio Cedar attraversa la tangenziale

L'Incendio Cedar ebbe inizio sulle Montagne Cuyamaca, nelle vicinanze della Foresta nazionale di Cleveland. Venne segnalato per la prima volta alle 17:37 PDT il 25 ottobre 2003, nel sud di Ramona nel centro della Contea di San Diego. Nel momento in cui scoppiò, c'erano almeno altri undici incendi in corso nel sud della California.
Dopo dieci minuti dalla prima segnalazione, la U.S. Forest Service aveva schierato 10 autopompe, due autocisterne, due squadre di pompieri e due primi ufficiali nella zona. Dopo mezz'ora 320 vigili del fuoco e sei capi dei pompieri erano in arrivo sul posto. Un elicottero ASTREA (Aerial Support to Regional Enforcement Agencies) del Dipartimento dello Sceriffo della Contea di San Diego andato in soccorso ad un cacciatore, localizzò l'incendio e chiamò degli aerei di soccorso. Un altro elicottero dello Sceriffo, equipaggiato con una benna, venne inviato per spargere acqua ma a pochi minuti dal luogo dell'incendio venne richiamato indietro da un capo pompiere del Servizio Forestale, perché la normativa vigente richiedeva la sospensione del volo di aerei antincendio 30 minuti prima del tramonto.
Tra lo spazio di tempo in cui l'incendio aveva avuto inizio e la mezzanotte, si presentarono i forti venti di Santa Ana provenienti da est e l'incendio bruciò circa 5,319 acri. Verso le tre del mattino erano ormai bruciati 62 000 acri (250 km²).
Nel corso della notte 12 persone che vivevano nel Wildcat Canyon e a Muth Valley, nella parte più a nord di Lakeside e che non erano a conoscenza dell'avvicinamento dell'incendio, restarono uccise. L'incendio distrusse anche 39 case nella riserva indiana di Barona.
In poche ore l'Incendio Cedar si spinse a sudovest di 30 miglia (48,3 km) e distrusse oltre 100 000 acri (400 km²) a una velocità di 6 000 acri (24 km²) all'ora. L'incendio attraversò anche diverse autostrade, come la Interstate 15, e a mezzogiorno del 26 ottobre stava bruciando centinaia di case nella comunità di Scripps Ranch a San Diego e ne stava minacciando molte altre. Arrivò ad Alpine, Harbison Canyon, Lake Jennings e Crest, bruciando centinaia di altre case nelle aree che erano state devastate dall'Incendio di Laguna 33 anni prima. Il 28 ottobre i venti di Santa Ana si attenuarono e l'incendio virò verso est, distruggendo altri 114 000 acri (460 km²).
L'intera comunità di Cuyamaca, la maggior parte del Parco statale Cuyamaca Rancho, e più di 500 case nei dintorni della città di Julian furono distrutti.
Il 29 ottobre un gruppo di vigili del fuoco che cercava di proteggere una casa a Riverwood Estates, vicino a Santa Ysabel, venne intrappolato dal fuoco; uno di loro morì, un altro subì diverse lesioni e altri due rimasero feriti.
Il 3 dicembre i vigili del fuoco riuscirono a contenere l'incendio e il 5 dicembre venne completamente domato.

## Impatto
Subito dopo la tempesta di fuoco del 2003, in cui viene incluso l'Incendio Cedar, il Governatore della California Arnold Schwarzenegger dichiarò lo stato d'emergenza e attivò la Guardia Nazionale per prestare assistenza nei soccorsi.
Il traffico aereo verso e intorno alla regione venne interrotto a causa della presenza del radar per il controllo del traffico aereo.
Lo Stadio di San Diego venne usato come area di evacuazione, costringendo la NFL a spostare la partita del Monday Night Football del 27 ottobre tra i San Diego Chargers e i Miami Dolphins al Sun Devil Stadium a Tempe, Arizona.

## Indagini
Gli investigatori determinarono che l'incendio venne appiccato da Sergio Martinez di West Covina, California, un cacciatore alle prime armi che stava cacciando nella zona e che si era perso. Martinez inizialmente disse agli investigatori di aver sparato un colpo con il suo fucile per attirare attenzione e che lo sparo aveva causato l'incendio, ma successivamente ritirò le sue dichiarazioni e ammise di aver appiccato intenzionalmente l'incendio per farsi notare dai soccorritori. Dopo aver raccolto bastoncini ed erbacce, Martinez appiccò il fuoco e ne perse velocemente il controllo a causa del calore e della poca umidità della vegetazione circostante.
Il 7 ottobre 2004, Martinez venne incriminato dalla corte federale per aver appiccato l'incendio e aver mentito al riguardo.
Nel novembre 2005, un giudice federale condannò Martinez a sei mesi in un programma di lavoro e gli ordinò di completare 960 ore (40 giorni) di servizio civile. Venne anche condannato a 5 anni di libertà vigilata e al pagamento di 9000 $ di risarcimento.
Come parte del plea bargaining il pubblico ministero fece cadere l'accusa di aver mentito agli investigatori.

## Critiche contro il pronto intervento

### Politiche obsolete
Una serie di controversie associate all'Incendio Cedar portarono negli anni a diverse indagini. Un verbale, il 2003 San Diego County Fire Siege Fire Safety Review, preparato dopo l'incendio e presentato alla Blue Ribbon Fire Commission del Governatore, criticava il pronto intervento complessivo. Sul verbale veniva specificato che, nonostante fosse chiara la condizione e la gravità dell'incendio, le agenzie responsabili non furono adeguatamente preparate ad affrontarlo e i problemi nelle comunicazioni via radio aggravarono la situazione. Il verbale affermava che "La disorganizzazione, le politiche obsolete ed inconsistenti tra le agenzie che bloccavano a terra gli aeromobili o causavano altri problemi, la pianificazione e le logistiche disordinate, influirono sulle fasi preliminari del difficile e pericoloso soccorso antincendio." Essendo presenti molteplici incendi nello stato, molte delle squadre locali erano già dirette a nord e non potevano essere richiamate per l'Incendio Cedar.

### Problemi del Servizio Forestale
Il ritiro degli elicotteri dello Sceriffo da parte del Servizio Forestale nelle prime fasi dell'incendio venne criticato aspramente dal pubblico, dai media e dai funzionari pubblici, che credevano fosse stata persa un'opportunità di impedire che l'incendio andasse fuori controllo. Il governo federale ha una politica di interruzione delle risorse aeree che prevede che "velivoli (aerei o elicotteri) debbano essere inviati in modo da arrivare sul luogo dell'incidente non più tardi di 30 minuti prima del tramonto". Il pilota dell'elicottero affermò successivamente che avrebbe potuto scaricare diversi litri di acqua sull'incendio prima che calasse il buio. Nonostante ciò, uno studio condotto dal Servizio Forestale concluse che anche se l'elicottero fosse stato in grado di scaricare acqua colpendo direttamente le fiamme, l'impatto sull'incendio sarebbe stato minimo.
L'interruzione dei voli impedì anche a due aerocisterne e a un elicottero dell'Aeroporto di Ramona di essere inviati sull'incendio, anche se probabilmente le cisterne non avrebbero potuto essere usate, dato che i piloti avevano passato sette ore a spegnere un altro incendio e le norme della Federal Aviation Administration stabilivano che non avrebbero potuto continuare a volare.

### Problemi con il California Department of Forestry
Un fattore che contribuì all'iniziale mancanza di risorse aeree per spegnere l'incendio fu la politica di "non deviazione" del California Department of Forestry and Fire Protection, che permette ai comandanti di dedicare certe risorse ad un particolare incendio; la politica era applicata sia agli aerei in volo che a quelli ancora a terra, in attesa di essere chiamati in azione. Nel momento in cui l'Incendio di Cedar ebbe inizio, c'erano altri 11 incendi in corso nella regione. Le risorse aeree dell'area erano state mantenute a terra per una dichiarazione di "non deviazione", affinché potessero essere disponibili per la protezione delle strutture in un altro incendio. Tuttavia il meteo e la visibilità nell'altro incendio stavano precludendo il loro uso, quindi i velivoli rimasero fermi, nonostante ci fossero le condizioni adatte per il loro uso nell'Incendio di Cedar.
Sia i media che i funzionari pubblici locali criticarono il non aver usato le risorse dell'aviazione militare situate vicino a Camp Pendleton e Miramar. La U.S. Marine Corps gestisce elicotteri CH-46 Sea Knight e CH-53 Sea Stallion che possono trasportare cisterne per il rilascio di acqua, ma le politiche esistenti in quel momento proibivano il loro uso fino a quando non fossero state utilizzate tutte le risorse civili a disposizione. Inoltre le radio dei velivoli militari non erano compatibili con quelle utilizzate dalla maggior parte delle istituzioni per gli incendi dello stato e locali, e i piloti militari non avevano alcuna formazione in operazioni antincendio, rendendoli un pericolo per la sicurezza sia dei vigili del fuoco sul luogo, sia per quella dei velivoli che sovrastavano l'incendio.

## Vittime
Nell'incendio rimasero uccise quindici persone, incluso un vigile del fuoco. Un sopravvissuto, Rudy Reyes, rimase ustionato su circa il 70% del corpo. Molte delle vittime vennero intrappolate dalle fiamme che venivano spinte da venti a 60 miglia all'ora (97 km/h) che le fecero propagare più velocemente, impedendo ai residenti di scappare. Delle vittime, 13 morirono nelle prime 24 ore dell'incendio, di cui almeno 10 rimasero intrappolate nei loro veicoli cercando di sfuggire alle fiamme. Molte delle vittime erano talmente bruciate che i loro resti vennero identificati basandosi sulle targhette identificative degli animali domestici morti al loro fianco. Il 29 ottobre l'incendio sovrastò una squadra del Novato Fire District vicino alla città di Julian; l'ingegnere Steven Rucker subì ferite fatali, mentre altri tre membri della squadra riuscirono a trovare riparo in una casa.